# برایتن (آیووا)
برایتن (به انگلیسی: Brighton) شهری در ایالت آیووا کشور ایالات متحده آمریکا است که جمعیت آن در سرشماری سال ۲۰۱۰ میلادی، ۶۵۲ نفر بوده‌است.